# Mladi levi
Mladi levi (1966-1975) so bili slovenska vokalno-instrumentalna zasedba, igrali so rock in pop glasbo.
Skupina si je nadela ime po filmu The Young Lions (Mladi levi), ki ga je leta 1958 po romanu Irwina Showa posnel režiser Edward Dmytryk. Ponovno so nastopili za Silvestrovo 2014.  

## Zasedbe

### Prvotna zasedba
- Jernej Podboj – tenor saksofon, klarinet (1966-1973)
- Tomaž Habe – klaviature, vokal (1966-1968)
- Peter Hudobivnik – bas
- Matjaž Deu – bobni
- Bor Gostiša – vokal, kitara (1966-1967)

### Zadnja, največja zasedba
- Janez Bončina - Benč – kitara, vokal (1967-)
- Jernej Podboj – tenor, sopran saksofon
- Petar Ugrin – trobenta, violina (1967-1973)
- Boris Šinigoj – pozavna (1969-1973)
- Stanko Arnold – trobenta
- Vasko Repinc – klaviature (1969; 1971-)
- Dušan Kajzer – kitara
- Peter Hudobivnik – bas
- Matjaž Deu – bobni

### Ostali člani različnih zasedb
- Jernej Jung – vokal (1968-1969)
- Roman Mazej – vokal
- Tomaž Pengov – vokal
- Berti Rodošek – orgle, vokal (1968)
- Benjamin Čuček - Mič – vokal (1971-1973)
- Marko Misjak - trobenta (1969-
- Tone Janša – tenor saksofon, flavta (1969-)
- Aleš Strajnar – kitara
- Branko Weissbacher – bariton saksofon (1967-1968)
- Mišo Gregorin – bobni

### Nova zasedba
- Vasko Repinc – klaviature
- Aleš Strajnar – kitara, vokal
- Matjaž Deu – bobni
- Dušan Kajzer – bas
- Igor Matković – trobenta
- Marko Misjak – trobenta
- Jernej Podboj – tenor, sopran saksofon
- Boris Glozančev – pozavna, alt saksofon
- Jernej Jung – vokal
- Matevž Šalehar – vokal

## Znane skladbe
- A Man With A Mission (Človek s poslanstvom) − glasba Bor Gostiša
- Oda Ireni (glasba: Tomaž Habe[1])
- Poljubi me in pojdi
- Zaznamovan
- Mala terasa

## Diskografija

### Albuma
- Mila mala (1969)
- Antologija (kompilacija, 1999)

### Singla
- "An Echo of My Dreams" (1967)
- "Odprite okna, vojna je končana" (1971)